# Нове Подоле
Нове Подоле (пол. Nowe Podole) — село в Польщі, у гміні Вільґа Ґарволінського повіту Мазовецького воєводства.
Населення — 247 осіб (2011).
У 1975-1998 роках село належало до Седлецького воєводства.

## Демографія
Демографічна структура станом на 31 березня 2011 року:
|          | Загалом | Допрацездатний вік | Працездатний вік | Постпрацездатний вік |
| -------- | ------- | ------------------ | ---------------- | -------------------- |
| Чоловіки | 123     | 23                 | 82               | 18                   |
| Жінки    | 124     | 20                 | 70               | 34                   |
| Разом    | 247     | 43                 | 152              | 52                   |